# Hamitabat, Lüleburgaz
Hamitabat là một xã thuộc huyện Lüleburgaz, tỉnh Kırklareli, Thổ Nhĩ Kỳ. Dân số thời điểm năm 2011 là 1.366 người.